# 高松凌雲
高松 凌雲（たかまつ りょううん、天保7年12月25日〈1837年1月31日〉 - 大正5年〈1916年〉10月12日）は、幕末から明治時代の幕臣・医師。筑後国御原郡（現福岡県小郡市）の農家出身。箱館戦争においては箱館病院を開院。その後、民間救護団体の前身と言われる同愛社を創設。日本における赤十字運動の先駆者とされる。

## 生涯

### 農民から幕臣へ
天保7年12月25日（1837年1月31日）、筑後国御原郡古飯村（現・小郡市）で庄屋・高松与吉の三男として生まれる。安政3年（1856年）、19歳の時に久留米藩家老・有馬飛驒の陪臣・川原弥兵衛の養子となり、農家の高松権平から川原荘三郎という武士となる。しかし養家の頽廃ぶりに嫌気がさし、安政6年（1859年）4月、24歳で脱藩した。兄・古屋佐久左衛門を頼って江戸に行き、医師を志すようになる。
まず、その当時、蘭方医（オランダ医学）として著名だった石川桜所の門下に入り、オランダ医学を徹底的に学んだ。その後、大坂に出て全国から俊才が集まっていた適塾に入塾し、緒方洪庵の指導を受けた。凌雲はここでも頭角を現し、西洋医学の知識のみならず、オランダ語を自由に操るまでになる。さらに、幕府が開いた英学所で学び、英語もマスターした。
慶応元年（1865年）、凌雲の学才を知った一橋家が、凌雲を一橋家の専属医師として抜擢する。ほぼ時を同じくして一橋家出身の徳川慶喜が第15代将軍となったため、凌雲は幕府から奥詰医師として登用されることとなった。九州の片田舎から出てきた農家の厄介者の三男が、わずか7年で将軍家のお抱え医師となったのである。

### フランス留学
慶応3年（1867年）、日本はパリ万国博覧会に参加することになる。幕府は、倒幕運動で国内が混乱しているなか、国際社会から認知を受け、幕府の主権を固める意図を持っていた。将軍慶喜は弟の昭武を代表に日本代表団を派遣することとし、凌雲は西洋医学の知識と語学力が評価されて代表団の随行医に選ばれた。パリでは高いホテル代を節約して、渋沢栄一、木村宗三（砲兵差図役頭取勤務方）、山内堤雲、凌雲の四人で家を借りた。
パリ万博を終えると、留学生としてパリに残るよう言い渡される。資金は幕府負担である。
留学先は、オテル・デュウ（HOTEL-DIEU：神の家）という病院を兼ねた医学学校であった。「神の家」では麻酔を用いた開腹手術なども行われていた。しかし技術の差以上に凌雲に衝撃を与えたのは、「神の家」に併設された貧民病院であったという。ここでは、貧しい人たちに無料で診察・治療していた。無料の貧民病院とは言え、設備は十分に揃えられ、診察も「神の家」に所属している医師や看護婦が一般患者と同様に行っていた。しかもこの病院は貴族、富豪、政治家などの寄付によって成り立っており、国からの援助を受けない民間病院であった。

### 箱館戦争
しかし、その留学生活も1年半で幕を閉じることになる。徳川慶喜による大政奉還、そして、鳥羽・伏見の戦いの勃発など、日本が混乱状態に陥ったためである。凌雲が江戸湾に到着した時には、すでに幕府は崩壊し、江戸城は薩長勢に明け渡され、主君である慶喜は水戸で謹慎中という状態であった。凌雲は自分や兄を引き立ててくれた徳川幕府・慶喜への恩義に従い、蝦夷地に幕臣の国を作ろうとした榎本武揚らに合流。箱館戦争に医師として参加する。
箱館に入ると、凌雲は箱館病院の院長に就任する。これは榎本の依頼ではあったが、「病院の運営には一切口出ししないこと」という条件を榎本につけたという。ここで凌雲は、戦傷者を敵味方を問わず治療した。当然、最初は敵方の兵士と共に治療されることに対して混乱・反発が生じたが、凌雲はパリ留学で学んだ精神を胸に、毅然とした態度でこれを制したとされる。この行動は日本で初めての赤十字の活動であった。この活動が新政府軍の黒田清隆に評価され、旧幕府軍との和平交渉を依頼されることになる。凌雲の斡旋もあり、明治2年（1869年）5月18日、五稜郭開城・降伏となる。
翌日には新政府側に呼び出され、官軍の「大病院」傷病兵の治療にあたった。そこには開城6日前に新政府軍の砲撃を受けて重傷を負った兄・古屋佐久左衛門も収容され、凌雲が治療にあたったが、その甲斐なく6月14日に死去した。8月には重症患者を東京に送る事になり、凌雲ら幕府方軍医も付き添った。9月半ば、患者たちが退院して軍医の役目が終わると、「賊徒の医師」として徳島藩にお預けの身となる。寒さと貧しい食事で栄養失調となる厳しい謹慎生活により、後年まで悩まされるリューマチを患った。4ヶ月後の翌明治3年2月に解放され、迎えに来た静岡藩の使者と共に藩邸に入った。兄の家族がいる静岡へ向かおうとするが、慶喜の実母・貞芳院のいる水戸家に引き留められ、慶喜の命もあり、そのまま東京で水戸家に仕える事になる。仕官の必要は無く、開業しても差し支えないという好条件であった。

### 明治
明治3年11月11日、浅草新片町に開業した。新政府での役職の誘いが多数来たが、それら全てを断り、町医者として「神の家」の精神を実行する道を選んだ。明治10年2月の西南戦争の際、佐野常民から博愛社の設立にあたり、日本で最初に赤十字精神に基づく病院を作った凌雲にも発起人として入会の誘いがあったが、凌雲は中立であるべき赤十字が軍部によって設立される事に納得がいかず、断っている。しかし再三の懇願により、病院を訪れて傷病兵の治療にあった。
明治10年11月、徳川家から借り受けた寛永寺所有の土地に新たに病院を新築して「鶯渓病院」とした。この病院は成功し、また貧窮の家庭には治療費を無料にしてはいたものの、一方で自身のみで対応できることにも限界があった。凌雲は、他の医師の協力も得て組織的に無料診察を行う必要性を痛感するようになった。明治11年（1878年）12月、医師会の席上、医師会長であった凌雲は、貧民を無料で診察する組織「同愛会」の設立を提案する。この提案は支持を集め、翌明治12年（1879年）、民間救護団体の前身と言われる同愛社が創設された。この同愛社により診察を受けた貧民は、70万人とも100万人とも言われる。
大正5年（1916年）10月12日、肺結核のため、東京にて81歳で死去。

## 顕彰
旧幕臣であったことから、明治維新から軍国昭和の皇国史観の時代には国賊側として、小郡市古飯の実家でもその功績が封印されていたが、1975年になって地元の医師会により、「高松凌雲先生誕生之地」の碑が建てられた。

## 伝記
- 林洋海 『医傑 凌雲』 三修社、2010年。
- 吉村昭 『夜明けの雷鳴 医師高松凌雲』 文藝春秋、2000年／文春文庫、改版2016年。他に「吉村昭歴史小説集成七」岩波書店

## 登場した作品
ドラマ
- 『獅子の時代』 NHK大河ドラマ、演：尾上菊五郎
- 『五稜郭』 日本テレビ年末時代劇スペシャル、演：風間杜夫
- 『青天を衝け』 NHK大河ドラマ、演：細田善彦

小説
- 高橋義夫 『五稜郭の兄弟』 新人物往来社、1994年。

アニメ
- 『幕末機関説 いろはにほへと』 声優：遠藤守哉